# Березневі іди (день)
Іди (лат. Idus, від Iduare, «ділити») — в римському календарі так називався день в середині місяця. На 15-е число іди припадали у березні, травні, липні та жовтні; на 13-е — в інших восьми місяцях.
В березневі іди (15 березня) 44 року до н. е. змовниками був убитий Гай Юлій Цезар. Згідно з Плутархом, провісник попередив Цезаря за декілька днів, що в цей день йому слід побоюватися смерті. Зустрівши віщуна по дорозі в Сенат, Цезар сказав йому з насмішкою: «Березневі іди наступили». «Наступили, але ще не пройшли» — відповів провісник". Через декілька хвилин Цезар був вбитий. Фраза «Бережися березневих ід!» з п'єси Шекспіра «Юлій Цезар» стала крилатою.